# Litauische Eishockeyliga 1999/2000
Die Saison 1999/2000 war die neunte Spielzeit der litauischen Eishockeyliga, der höchsten litauischen Eishockeyspielklasse. Meister wurde zum ersten Mal in der Vereinsgeschichte überhaupt Vyltis Elektrenai.

## Modus
In der Hauptrunde absolvierte jede der vier Mannschaften insgesamt 18 Spiele. Der Erstplatzierte der Hauptrunde wurde Meister. Für einen Sieg erhielt jede Mannschaft drei Punkte, bei einem Unentschieden gab es ein Punkt und bei einer Niederlage null Punkte.

## Hauptrunde
|    | Klub                  | Sp | S  | U | N  | Tore    | Punkte |
| -- | --------------------- | -- | -- | - | -- | ------- | ------ |
| 1. | Vyltis Elektrenai     | 18 | 15 | 0 | 3  | 128:49  | 45     |
| 2. | SC Energija           | 18 | 14 | 0 | 4  | 191:63  | 42     |
| 3. | Nemunas Rokiškis      | 18 | 7  | 0 | 11 | 107:126 | 21     |
| 4. | Poseidonas Elektrenai | 18 | 0  | 0 | 18 | 46:234  | 0      |

Sp = Spiele, S = Siege, U = unentschieden, N = Niederlagen, OTS = Overtime-Siege, OTN = Overtime-Niederlage, SOS = Penalty-Siege, SON = Penalty-Niederlage